# Berlinia tomentella
Berlinia tomentella là một loài thực vật có hoa trong họ Đậu. Loài này được Keay miêu tả khoa học đầu tiên.